# 联合塞舌尔

联合塞舌尔的旧党旗

联合塞舌尔（英語：United Seychelles）是塞舌尔的一个政党。
该党由弗朗斯-阿尔贝·勒内创建于1964年，初名塞舌尔人民联合党。1977年，勒内夺取塞舌尔政权后成为执政党。1978年，改名为塞舌尔人民进步阵线。1977年—1993年，塞舌尔人民进步阵线是塞舌尔唯一合法政党。该党原以社会主义为意识形态，后于1991年放弃。2009年6月，该党改名为人民党。2018年11月，该党改用现名。2020年10月26日，该党结束长期执政。